# Mimozowe
Mimozowe (Mimosoideae) – takson wyróżniany w dawnych systemach klasyfikacji w randze podrodziny bobowatych lub podnoszony nawet do rangi rodziny mimozowatych (czułkowatych) Mimosaceae. Ponieważ mimozowe okazały się być grupą zagnieżdżoną w obrębie brezylkowych od 2017 roku włączane są do tej podrodziny. Należy tu ok. 80 rodzajów drzew, krzewów i roślin zielnych występujących w strefie tropikalnej i subtropikalnej całego świata: Ameryka Południowa i południowa część Ameryki Północnej, Afryka, Azja, Australia i Oceania. 

## Morfologia

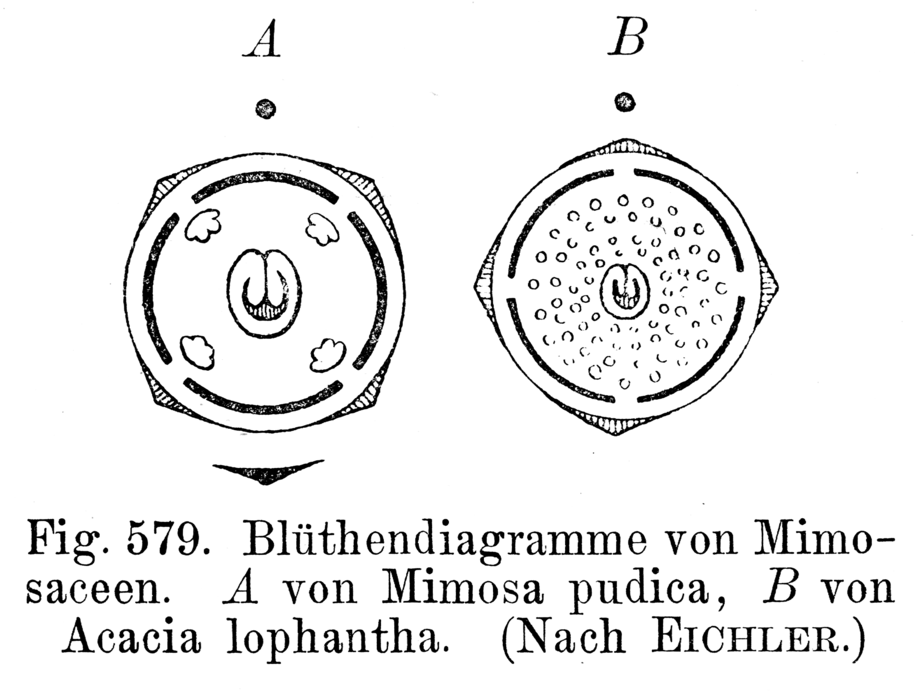
Diagram kwiatowy

Głównie drzewa i krzewy, rzadko rośliny zielne. Liście są przeważnie podwójnie pierzasto złożone, czasem pojedynczo pierzasto złożone lub całkiem zredukowane. Kwiaty zwykle promieniste (ewentualnie kielich nieco grzbiecisty) i niewielkie – płatki są często niewielkie, za to liczne i okazałe są pręciki. Kwiaty zebrane są zwykle w kłosokształtne lub główkowate kwiatostany. Owocem jest strąk.  

## Systematyka
Pozycja systematyczna
Jedna z linii rozwojowych bobowatych zagnieżdżona w obrębie podrodziny brezylkowych Caesalpinioideae i dlatego do nich włączona (ranga taksonomiczna grupy pozostaje niejasna).
W systemie Reveala (1993–1999) grupa wyróżniana była w randze rodziny stawianej obok bobowatych.
Tradycyjny podział i wykaz rodzajów
Należące tu gatunki dzielone były na trzy grupy w randze plemion, czasem wyróżnia się czwarte plemię Mimozygantheae obejmujące rodzaj Mimozyganthus:
Plemię Acacieae
- Acacia Mill. – akacja
- Acaciella N. L. Britton et J. N. Rose

Plemię Ingieae

- Abarema Pittier
- Albizia Durazz. – albicja
- Archidendron F. Muell.
- Archidendropsis I. C. Nielsen
- Balizia Barneby & J. W. Grimes
- Blanchetiodendron Barneby & J. W. Grimes
- Calliandra Benth.
- Cathormion (Benth.) Hassk.
- Cedrelinga Ducke
- Chloroleucon (Benth.) Britton & Rose
- Cojoba Britton & Rose
- Ebenopsis Britton & Rose
- Enterolobium Mart.
- Faidherbia A. Chev.
- Falcataria (I. C. Nielsen) Barneby & J. W. Grimes
- Guinetia L. Rico & M. Sousa
- Havardia Small
- Hesperalbizia Barneby & J. W. Grimes
- Hydrochorea Barneby & J. W. Grimes
- Inga Mill.
- Leucochloron Barneby & J. W. Grimes
- Lysiloma Benth.
- Macrosamanea Britton & Rose
- Painteria Britton & Rose
- Pararchidendron I. C. Nielsen
- Paraserianthes I. C. Nielsen
- Pithecellobium Mart.
- Pseudosamanea Harms
- Samanea (DC.) Merr.
- Serianthes Benth.
- Sphinga Barneby & J. W. Grimes
- Thailentadopsis Kosterm.
- Viguieranthus Villiers
- Wallaceodendron Koord.
- Zapoteca H. M. Hern.
- Zygia P. Browne

Plemię Mimoseae

- Adenanthera L. – gruczołkowiec[9]
- Adenopodia C. Presl
- Alantsilodendron Villiers
- Amblygonocarpus Harms
- Anadenanthera Speg.
- Aubrevillea Pellegr.
- Calliandropsis H. M. Hern. & P. Guinet
- Calpocalyx Harms
- Cylicodiscus Harms
- Desmanthus Willd.
- Dichrostachys (DC.) Wight & Arn.
- Dinizia Ducke
- Elephantorrhiza Benth.
- Entada Adans. - osmoka
- Fillaeopsis Harms
- Gagnebina Neck. ex DC.
- Indopiptadenia Brenan
- Kanaloa Lorence & K. R. Wood
- Lemurodendron Villiers & P. Guinet
- Leucaena Benth.
- Microlobius C. Presl
- Mimosa L. – mimoza
- Mimozyganthus Burkart
- Neptunia Lour.
- Newtonia Baill.
- Parapiptadenia Brenan
- Parkia R. Br.
- Pentaclethra Benth.
- Piptadenia Benth.
- Piptadeniastrum Brenan
- Piptadeniopsis Burkart
- Pityrocarpa Britton & Rose
- Plathymenia Benth.
- Prosopidastrum Burkart
- Prosopis L. – jadłoszyn
- Pseudopiptadenia Rauschert
- Pseudoprosopis Harms
- Schleinitzia Warb. ex Nevling & Niezgoda
- Stryphnodendron Mart.
- Tetrapleura Benth.
- Xerocladia Harv.
- Xylia Benth.